# SSSSnake
Pour plus de détails, voir Fiche technique et Distribution.
SSSSnake (Sssssss) est un film d'horreur américain réalisé par Bernard L. Kowalski, sorti en 1973.

## Synopsis
David, un jeune étudiant, est engagé comme assistant de laboratoire par le docteur Stoner, un herpétologiste spécialisé dans les serpents. Il ne tarde pas à tomber amoureux de la fille du docteur, tandis que ce dernier décide d'utiliser sur lui un sérum secret, destiné à créer un hybride homme-serpent.

## Fiche technique
- Titre français : SSSSnake
- Titre original : Sssssss
- Réalisation : Bernard L. Kowalski
- Scénario : Hal Dresner
- Musique : Patrick Williams
- Photographie : Gerald Perry Finnerman
- Montage : Robert Watts
- Production : Daniel Spriepeke
- Sociétés de production : Universal Pictures & Zanuck/Brown Productions
- Société de distribution : Universal Pictures
- Pays :  États-Unis
- Langue : Anglais
- Format : Couleur - Mono - 35 mm - 1.85:1
- Durée : 95 min
- Budget : 1 300 000 USD

## Distribution
- Strother Martin (VF : André Valmy) : Dr Carl Stoner
- Dirk Benedict (VF : Jean-Pierre Leroux) : David Blake
- Heather Menzies : Kristina Stoner
- Richard B. Shull : Dr Ken Daniels
- Jack Ging : Le shérif Dale Hardison
- Ted Grossman (VF : Francis Lax) : Le shérif-adjoint Morgan Back
- Tim O'Connor (VF : Georges Atlas) : Kogen
- Reb Brown (VF : Richard Darbois) : Steve Randall
- Kathleen King : Kitty Stewart

## Distinction

### Nomination
- Saturn Awards 1975 :
  - Meilleur film de science-fiction
- Le film a été en compétition au Festival international du film fantastique d'Avoriaz 1974.